# Парфянська війна Траяна (114—117)
Римсько-парфянська війна, також Парфянський похід Траяна — війна в 114—117 рр. між Римською імперією та Парфянським царством за контроль над Великою Вірменією, колишньою буферною державою та над Месопотамією.
У 114 році Траян перетворив Вірменське царство на провінцію. Захопивши Вірменію, імператор рушив у східну Месопотамію. У 116 році розпочалася нова кампанія через Євфрат. Підкоривши Адіабену, римляни рушили на південь, і врешті захопили парфянську столицю Ктесифон і дійшли до Перської затоки. В той же час парфяни спробували відвоювати територію в тилу військ Траяна, однак зазнали невдачі. Коли римляни нарешті перегрупувалися, парфяни зазнали поразки під Ктесифоном, а Траян встановив маріонеткового царя. Облога 116 року Хатри завершилась безуспішно обложена. В той же час євреї Африки повстали між 115 і 117 роками, що вимагало відволікання основних сил. 117 року Траян вирушив до Риму, залишивши командувати на сході на Адріана. Врешті римлянам не вдалось втримати завойовані Траяном території, й вже за наступного імператора Адріана римляни відійшли за Євфрат.

## Передумови
Після завершення дакійських воєн, Траян вирішив приділити увагу Сходу, де склалась сприятлива ситуація для подальших завоювань:  зміна царя в Парфії та його дії щодо Вірменії.
Формальним приводом до початку війни стало те, що вірменський цар, отримав діадему не від Траяна, а від парфянського царя. У 110 р. без згоди римлян Хосрой І змістив з трону правителя Вірменії Тірідата та посадив на престол, Аксідара, сина парфійського царя Пакора ІІ.

## Приготування до бойових дій
У кампанії Марка Траяна брали Участь вояки легіону IV Scythica та VI Ferrata, які на час початку кампанії дислокувались у Сирії. З легіонів, які дислокувались у Юдеї, у бойових діях взяв участь III Cyrenaica. З Коммагени у 114 році вирушив легіон XVI Flavia Firma. Окрім цього зафіксована участь легіонів XV Apollinaris та XXX Ulpia, X Fretensis, III Gallica, XIII Gemina, XII Fulminata, II Traiana, XXII Primigenia, I Auditrix, VII Claudia 2083), XI Claudia (CIL VI, 32933, III, 13586; ILS, 2723), I Italica та V Macedonica.
З Єгипту прибули загони ауксіларіїв під командування Валерія Лолліана, префекта I кінної стрілецької когорти апамейців (лат. Cohors I Apamenorum sagittariorum equitata). Також серед допоміжних військ діяли Ala I Praetoria civium Romanorum, Ala Augusta Syriaca, Ala Agrippiana, Ala Herculiana, Alae Singularium.
Восени 113 року імператор вирушив з Риму морем через Афіни до Ефеса, звідти через провінцію Азію у Лікію. В Афінах його зустріло посольство від Хосроя, який бажав миру і просив, щоб Аксідара, якого він на той час вже скинув з вірменського трону, замінив його брат Партамасіріс. Проте Траян не відповів посольству та прийняв і подарунки, що супроводжували його.
Далі його шлях пролягав у основний морський порт Сирії — Селевкію Пієрію, після чого він прибув у Антіохію на початку 114 р. У Антіохії він прийняв послів від Абгара з Осроени. Абгар, намагався відсторонитися від конфлікту, маневруючи між парфянами та римлянами.. Також тут він здійснив релігійні обряди: освятив частину здобичі, захопленої у війнах з даками, у храмі Юпітера Касія та здійснив подорож до Геліополя (Баальбек), щоб дізнатися в оракула, яким буде результат війни з Парфією.

## Підкорення Вірменії
Коли Траян вторгся у Вірменію, місцеві сатрапи і князі вийшли йому назустріч з дарами, серед яких був і кінь, навчений здійснювати шанобливий уклін: він опускався на передні ноги і клав свою голову до ніг того, хто стояв поблизу.
На початку 114 р. Траян просунувся до Мелітени, яку він зміцнив і розширив. Партамасіріс відправив Траяну листа, написаний у вираженому зарозумілому тоні, але це не дало жодного ефекту. У наступному листі, складеному вже в більш смиренно, він просив, щоб до нього направили намісника Каппадокії Марка Юнія. Траян не став зупиняти свого наступу, проте послав сина Юнія, а сам потім прослідував в Арсамосату, яку взяв без бою.
Партамазіріс зрештою добився особистої зустрічі з Траяном у Елегії. Парфянський царевич прибув у військовий табір римлян де на колінах поклав діадему перед римлянами. Траяна проголосили імператором адже вояки вважали це великою перемогою, яка була здобута без бою, над Аршакідом. Після розмови з принцепсом Партамасірісу зрозумів, що він не отримає того за чим прийшов, тож покинув табір римлян.
Траян наказав наздогнати парфянського царевича, який покинув табір і привести його назад. Партамазіріс сказав, що він прибув не як переможений чи полонений, а добровільно, розраховуючи отримати царство, як це було у випадку Тірідата та Нерона. Траян ж заявив, що Вірменія не буде віддана нікому і стане римською провінцією. Після того, як Партамазіріс вдруге виїхав з римського табору, його убили.
Цими діями Траян продемонстрував, що вважає вже неактуальним існування Вірменії як буферного царства, тож Вірменія стала провінцією, і туди було призначено прокуратором Л. Катилія Севера.
Тим часом Луцій Квієт із колоною римських військ діяв проти мардів, які імовірно жили на схід від озера Ван. У джерелах їх описують як бідний, але войовничий народ, який не має коней і живе в суворій країні. Атаковані з фронту і з тилу, вони були повністю розбиті.
Після того як була повністю підкорена Вірменія, сенат призначив йому безліч звичайних почестей, а окрім того, сенат присвоїв йому титул «Optimus», тобто «Найкращий», яким Траян гордився найбільше з усіх своїх титулів, «бо воно вказувало радше на його вдачу, ніж на силу його зброї» Під час захоплення Вірменії, принцепс приділяв особливу увагу становищу у військах, перевіряючи дані розвідників і тримаючи армію в постійній готовності.

## Завоювання Месопотамії
Для наступу у Парфію Траян вирішив наступати не через посушливі райони перейшовши Євфрат, як це колись зробив Красс, а завдати удар у напрямку північної Месопотамії, через Вірменію. Тож 115 року, Траян повернув з Вірменії на південь в сторону Нізібіса і Мардена, які у той час ймовірно були частиною Адіабени.
Центуріон на ім'я Сентій, раніше відправлений як посланник до правителя Адіабени Мебарсапа, був поміщений у в'язницю у фортеці Аденістри. Під час римського наступу у цій області, Сентій підняв повстання серед полонених, убив командира гарнізону і відкрив ворота римлянам.
Луцій Квієт без бою зайняв Сінгару (Сінджар), Лібану, а також, можливо, Тебету. Манн, про якого повідомляють, що він правив частиною «Аравії» біля Едесси, надав Мебарсапу війська, але всі вони були повністю знищені в битві проти римлян.
Потім армія рушила в західному напрямку і зайняла Едессу. Тільки встиг Траян підійти до міста, як його правитель Абгар VII, який пам'ятав про свою недавню непорядну поведінку, відправив свого сина Арбанда, красивого молодого чоловіка, назустріч імператору.
Загалом, окрім кампанії Хозроя проти Манісара, у джерелах немає повідомлень про протидію парфянських військ римлян. Той опір, який вони чинили римлянам, був організований вірними царю васалами. Причиною цього була боротьба всередині Парфянської держави між Вологезом II і Хозроєм.
Після свого візиту в Едессу Траян вирушив в Антіохію, де провів зиму 114/115 р. За свої подвиги, особливо за взяття міст Нізібіса і Батни, Траян був удостоєний титулу «Парфянський».

### Землетрус в Антіохії
На початку 115 р. імператор ледь врятувався під час жахливого землетрусу в Антіохії, який зруйнував значну частину міста. Коли підземні поштовхи стрясали місто і гору Касій, що підносилася над ним, Траяну довелося шукати притулку просто неба на іподромі. Діон Кассій так описував той жах:
Спочатку несподівано прогримів моторошний грім, за ним почався сильний струс, здибилася вся земля, будівлі злетіли вгору, одні з них… одразу обвалилися і розбилися на шматки, інші ж руйнувалися, хитаючись у різні боки, наче під час морського хитавиння, і їхні уламки далеко розліталися на відкриті місця. Стояв жахливий гуркіт тріскучих і ламаних колод, черепиці та каміння; і зметнулися настільки величезні хмари пилу, що неможливо було ні побачити нічого і ні сказати, ні почути ні слова. Постраждало безліч людей, навіть тих, хто перебував поза будинками:…одні отримували каліцтва, інші гинули… Число ж тих, хто загинув, опинившись похованим у будинках, неможливо підрахувати, бо багатьох вбило саме обвалення уламків, а велика кількість задихнулася під руїнами. 

### Переправа через Тигр та наступ на Ктезифон
Протягом зими ті війська, які залишилися біля Нізібіса, будували судна. А вже навесні, з прибуттям імператора, ці судна перевезли до Тигру. Переправа відбувалася навпроти Гордуенських гір. Форсувати річку навпроти цих гір було надзвичайно складно, оскільки варвари, зайнявши позиції на протилежному березі, перешкоджали цьому. Однак у Траяна вистачало і кораблів, і воїнів, тож одні судна були дуже швидко з'єднані разом, інші, з важкоозброєними піхотинцями й лучниками на борту, виставлені перед ними на якорях, а треті переміщалися то в одному, то в іншому напрямку, вдаючи, ніби хочуть здійснити переправу. Унаслідок цих маневрів варвари відступили, приголомшені настільки величезною кількістю кораблів, що одночасно з'явилися з країни, позбавленої лісу. Тому врешті римляни переправилися через річку та заволоділи всією Адіабеною і утворили на її території провінцію «Ассирія».
Траян разом з армією та флотом, який ішов паралельно із сухопутними військами спустилися Тигром. Цей перехід був доволі важким — досвідченими моряками були тільки керманичі і дозорні, інші члени корабельних команд набиралися з жителів прибережних сіл. До того ж розміщені на борту коні дуже страждали від тісноти. Іноді армію і флот розділяли пагорбі і вигини річки — наприклад, коли вони проходили повз Дура-Европос.
В цей час почалось повстання проти парфян в Елімаїді та Персіді, що значно дозволило римлянам спокійно дійти до Селевкії та столиці імперії — Ктезіфона. Маршрут Траяна не до кінця зрозумілий, оскільки є згадки про його перебування в Озоргардані. Далі його армія переправилась і рухалась уже вздовж Єфрату.. Було захоплено Дура-Европос, де зведели на честь Траяна тріумфальну арку. Згодом римляни пройшли біля Анати (Тіру).
В районі сучасного Багдада флотилію переправили назад до Тигру і врешті римляни взяли ворожу столицю Ктезіфон. а Хозрой утік залишивши доньку та золотий трон захопили римляни. Після захоплення Ктезіфона імператор вирушив на південь на чолі флотилії з 50 кораблів. Були захоплені міста Месени: Спасіна-Харакс, Акра, Ората і Апамея. Траян віддав наказ будувати кораблі для морської подорожі Перською затокою, яка відбулась зимою. Під час неї він жалкував, що вік не дозволяє йому повторити подвиг Александра — захопити Індію.
Імпереатор пройшов Борсіппу і зупинився у Вавилоні де здійснив жертвоприношення у кімнаті де помер Александр

## Завершення кампанії
В цей час, на ново приєднаних територіях почались повстання, тому парфяни вирішили відрізати римлянам шлях з півночі. Брат Хозроя — Мегердот (Мітрідат) повернув якусь частину території на середній течії Євфрату. Він помер упавши зі свого коня і його наступником став Санатрук який завдав римлянам певних втрат.
Для ліквідації повстання було виділено кілька груп військ які очолили Луцій Квієт, Апій Максім Сантра, та Юлій Александр з Еруцієм Клавом. Максіма згодом розбили, а Луцій Квієт спалив Нізібіс та взяв Едессу, а Еруцій Клав і Юлій Александр узяли і спалили Селевкію на Тигрі.
Події 116 року, можливо проливають нам світло на загальну спрямованість парфянської стратегії цього часу. Незважаючи на те, що Хозрой розпочав контрнаступ і у охоплених війною районах почалися повстання, проте традиційна внутрішньополітична боротьба у Парфії стала фактором, який був успішно використаний римлянами. Траян зумів вловити амбіції Партамаспата. Проте коронація про римського ставленика у Ктезіфоні не допомогла виправити становище. Стало очевидним, що продовження військових дій викликає серйозні труднощі і поступово римські сили полишали завойовані території.
Наприкінці весни 117 р. Траян відступав на північ і розпочав бойові дії під повсталою Хатрою.. Хатра блокувала дорогу до річки Хабур, вздовж якої римляни, можливо, планували відводити своїй війська. В околицях міста фактично неможливо було знайти їжу для військ, провіант для худоби чи навіть чисту питну воду. Сам Траян мало не загинув під час атака його кінноти під стінами міста. Вже влітку 117 року римляни залишили Дура — Европос. В цей час погіршилось здоров'я Траяна і у серпні 117 року він помер у Селіні, в Кілікії. Новий імператор Адріан, розуміючи всю складність становища римлян, вирішив відвести війська за Євфрат, тож римляни залишили захоплені Траяном провінції.